# Indolpium
Genre
Indolpium est un genre de pseudoscorpions de la famille des Olpiidae.

## Distribution
Les espèces de ce genre se rencontrent en Asie du Sud et en Asie du Sud-Est.

## Liste des espèces
Selon Pseudoscorpions of the World (version 3.0) :
- Indolpium afghanicum Beier, 1961
- Indolpium asiaticum Murthy & Ananthakrishnan, 1977
- Indolpium centrale Beier, 1967
- Indolpium decolor Beier, 1953
- Indolpium funebrum (Redikorzev, 1938)
- Indolpium intermedium Murthy & Ananthakrishnan, 1977
- Indolpium loyolae (Murthy, 1961)
- Indolpium majusculum Beier, 1967
- Indolpium modestum Murthy & Ananthakrishnan, 1977
- Indolpium politum Murthy & Ananthakrishnan, 1977
- Indolpium robustum Murthy & Ananthakrishnan, 1977
- Indolpium squalidum Murthy & Ananthakrishnan, 1977
- Indolpium thevetium Murthy & Ananthakrishnan, 1977
- Indolpium transiens Beier, 1967

## Publication originale
- Hoff, 1945 : The pseudoscorpion subfamily Olpiinae. American Museum Novitates, no 1291, p. 1-30 (texte intégral).